# Царский архив
Царский архив (или «Хранила царские») — в исторической литературе название главного государственно-исторического архива России XVI — начала XVII века.
Название «Царский архив» было дано в 1836 году Я. И. Бередниковым, который опубликовал опись архива, составленную в 1570-х годах. По богатству и ценности Царский архив превосходил государственные архивы современных ему государств Европы (в том числе Ватиканский архив, «Капеллу свитков» в Англии, «Сокровищницу хартий» во Франции, королевский архив Испании и другие).

## История

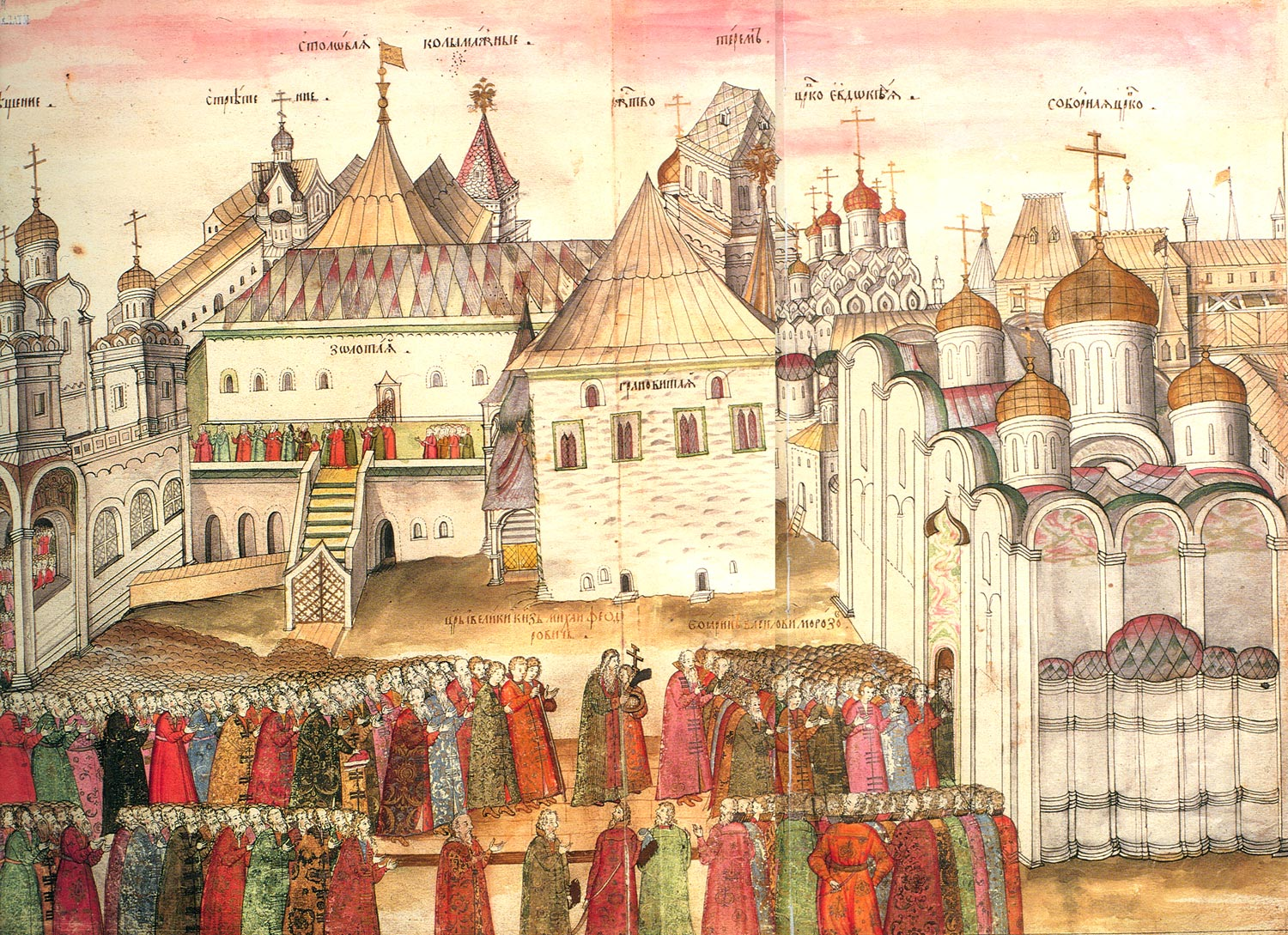
Соборная площадь. Слева, в подклете, — Казённый двор, в котором размещался Царский архив. Миниатюра из книги (1672—1673)

Царский архив сложился на основе архива великого князя Московского. Во второй половине XVI века на документы архива было составлено несколько описей, в том числе опись 1570 (1572) года, дошедшая до наших дней. По описи было инвентаризовано 233 ящика, каждый из которых состоял из нескольких единиц хранения (книг, тетрадей, столбцов, грамот). Ящики были разной величины, цвета и материала (ящик невелик, ларец, коробья новгородская белая, ящик дубовый). Иногда ящики назывались по фамилии дьяка. Важные документы политического характера хранились в особых обложках, которые помещались в ящики. Хранение было недостаточно систематизированным: например, в одном ящике хранились документы Новгорода, Пскова, документы по процессу над Максимом Греком.
Во второй половине XVI века архив пополнялся в основном документами царской канцелярии, Посольского приказа и Боярской думы. Архив содержал две группы документов — созданных Русским централизованным государством и привезённых в Москву из бывших княжеств. В архиве хранились справочники и материалы подсобного характера: чертежи русских земель и городов, «подорожные карты» (списки дорог в соседние страны), Литовская летопись, рукопись Ивана Пересветова, переводная Польская летопись, перевод «Космографии», Коран для присяги, совершаемой мусульманами. В архиве также хранились образцы иностранных монет, трофейные печати и большая государственная печать, личная и семейная переписка русских правителей. Архивом до опалы в 1560 году заведовал Алексей Адашев.
Во время Смуты одна часть документов архива погибла, другая была вывезена польско-литовскими интервентами и впоследствии была включена в Литовскую метрику (архив Польско-Литовского государства). Уцелевшая часть документов вошла в состав архива Посольского приказа. Впоследствии Россия неоднократно пыталась вернуть материалы Царского архива: так, русские послы потребовали возвращения этих документов при заключении Поляновского мира 1634 года (требование было частично удовлетворено). После третьего раздела Речи Посполитой в 1794 году вывезенные из России материалы в составе Польской метрики (которая в 1765 году была объединена с Литовской метрикой) вернулись на родину.